# Näsviken (Jämtland)
Näsviken – miejscowość (tätort) w Szwecji, w regionie administracyjnym (län) Jämtland, w gminie Strömsund.
Według danych Szwedzkiego Urzędu Statystycznego liczba ludności wyniosła: 226 (31 grudnia 2015), 214 (31 grudnia 2018) i 219 (31 grudnia 2019).